# Vlkovice (Chebi járás)
Vlkovice község Csehországban a Karlovy Vary-i kerület Chebi járásában. Martinov tartozik hozzá.

## Földrajza
A Teplái-hegységben (csehül Tepelská vrchovina) Chebtől 35 km-re délkeletre fekszik. A járás legkisebb települései közé sorolják. A községben még élelmiszerbolt sem található (2008), lakói a 4 km-re fekvő Mariánské Lázněba kénytelenek beutazni, mely azonban vasúton is könnyen elérhető, az út mindössze 5 percig tart. A községi hivatal az egykori iskola épületében található. Külső településrésze, a mindössze 17 lakosú, főként nyaralóházakból álló Martinov, a községtől 1 km-re délre fekszik.

## Története
Elsőként a teplái kolostor birtoklevele említi 1273-ban Vulcouici néven, mely szláv eredetű, ezért valószínűleg csehek alapították, de a 15. században lakossága nagyobb részét már a németek alkották. Az 1530-as években lakosságának jelentős része felvette az evangélikus vallást, 1549-től azonban az ellenreformáció erőszakos eszközökkel vetett gátat további terjeszkedésének. 1549-től ismét a teplái kolostor tulajdonában. 1680-ban járvány pusztított a községben. A 18. század végén a kolostor második legnagyobb birtokaként említették. Vasútját 1898. december 17-én adták át, melynek közelben levő 380 m hosszú alagútját két éven keresztül építették. A müncheni egyezmény következtében 1938-ban a Német Birodalomhoz csatolták. A második világháború befejeződése után német nemzetiségű lakosságát kitelepítették. 1946-ban Csehszlovákia belső területéről megközelítőleg 100 telepes érkezett a községbe. Martinov települést 1961-ben csatolták hozzá. 1976. április 1-én elveszítette önállóságát, Mariánské Lázně-hoz csatolták, de 1990. november 24-től ismét önálló község.

## Népességi adatok

### Lakossága számának alakulása
| Év           | 1869 | 1900 | 1930 | 1950 | 1970 | 1980 | 1991 | 2001 |
| Összlakosság | 312  | 307  | 377  | 166  | 125  | 135  | 130  | 127  |
| Vlkovice     | 180  | 188  | 233  | 117  | 102  | 117  | 116  | 110  |
| Martinov     | 132  | 119  | 144  | 49   | 23   | 18   | 14   | 17   |

### A 2001-es népszámlálás adatai
- Lakosok száma: 127
- Nemzetiségek szerint: 96,9% cseh, 3,1% szlovák
- 23,6%-a vallási felekezethez tartozik
- Állástalanok aránya: 6,6%

A település népessége az elmúlt években az alábbi módon változott:
| Lakosok száma | 312  | 287  | 312  | 166  | 135  | 127  | 114  | 116  | 122  | 124  |
|               | 1869 | 1890 | 1921 | 1950 | 1980 | 2001 | 2017 | 2019 | 2022 | 2024 |

## Fordítás
- Ez a szócikk részben vagy egészben a Vlkovice (okres Cheb) című cseh Wikipédia-szócikk ezen változatának fordításán alapul.  Az eredeti cikk szerkesztőit annak laptörténete sorolja fel. Ez a jelzés csupán a megfogalmazás eredetét és a szerzői jogokat jelzi, nem szolgál a cikkben szereplő információk forrásmegjelöléseként.